# Vila Real
Vila Real város Portugália északi részében, az azonos nevű önkormányzat (portugálul município vagy concelho: Vila Real önkormányzat), illetve kerület (distrito: Vila Real) központja.
A 2001-es népszámlálás adatai szerint a városnak 16 138 lakosa van (ami az 1991-es adathoz képest némi növekedést jelent), három egyházközségben (freguesias): São Dinis, São Pedro és Nossa Senhora da Conceição.
Szép környezetben, a Corgo és a Cabril folyók görgetegei közt helyezkedik el. Nyugatról és északnyugatról a Marão és az Alvão hegyek magasodnak a város fölé. A Corgo felett vashíd köti össze az óvárost az újvárossal.
A város határában, a Sabrosába vezető út mentén található a Mateus palota, Vila Real egyik fő látványossága, amelyet Niccolo Nazoni, a portói Torre dos Clérigos (a Klerikusok Tornya) alkotója tervezett. Az idelátogatók kedvelik a palota kertjeit.
A városban található az állami Universidade de Trás-os-Montes e Alto Douro (Trás-os-Montes e Alto Douro történelmi tartomány egyeteme), amelynek erdészeti és borászati kurzusai országos hírűek. A városban három középiskola és sok általános iskola van (az egyik közülük privát katolikus iskola).
Vila Real egy kis repülőtérrel is rendelkezik, amelynek járatai Lisszabonnal és Bragançával kötik össze. Keskenynyomtávú vasút köti össze Peso da Réguával. A Chavesbe menő északi vasútvonalat az 1980-as években megszüntették.